# 上武大学硬式野球部
上武大学硬式野球部（じょうぶだいがくこうしきやきゅうぶ、英: Jobu University Baseball Club）は、関甲新学生野球連盟に所属する野球チーム。上武大学の学生によって構成されている。

## 歴史
- 1982年（昭和57年）創部[1]。
- 1993年（平成5年）より、関甲新学生野球連盟に加盟[1]。同年春季リーグを2部で優勝し、秋季より1部に昇格。
- 1995年（平成7年）秋季リーグで、関甲新学生野球連盟1部で初優勝[1]。
- 1996年（平成8年）春季リーグ戦優勝で全日本大学野球選手権大会に初出場。
- 2000年（平成12年）谷口英規監督が就任。
- 2004年（平成16年）のドラフト会議で、菊地和正が北海道日本ハムファイターズから6巡目で指名され入団。上武大学硬式野球部初のプロ野球選手となった。
- 2009年（平成21年）の明治神宮野球大会（第40回大会）で準優勝[1][2]。
- 2013年（平成25年）の全日本大学野球選手権大会（第62回大会）で初優勝[1][3]。

## エピソード
2017年春、当時の部員220人全員が5厘刈りにして試合に臨み、関甲新リーグの6連覇の達成と、第66回全日本大学野球選手権大会での4強入りを果たした。部員全員の丸刈りは、関甲新リーグの白鷗大学との同率最終決戦の初戦で、野手陣が7点を取りながらも投手陣が踏ん張れず、8失点を喫して敗戦したことで、試合後に投手陣が頭を丸刈りにしたことが発端。これを見た野手陣も丸刈りにし、更にはメンバー外にも波及していき、翌日の試合前には部員全員が丸刈りになっていたというものである。そうして、その後の全日本大学野球選手権の前にも再度、全員が5厘刈りにしていた。部員全員が丸刈りにすることで、全員が同じ方向を向くという一体感が表れたという美談として、日刊スポーツやスポーツニッポンで取り上げられたが、その記事に対して購読者は好意的な意見よりも「違和感がある」「なぜ美談？」などといった否定的な意見が噴出した。監督の谷口英規は「強制じゃない」と回答していたが、同調圧力の表れであるとの見方が強かった。

## 本拠地
- グラウンド
  - 上武大学伊勢崎キャンパス内（群馬県伊勢崎市戸谷塚町）に所在[7]。

- 合宿所（飛翔寮）
  - 群馬県伊勢崎市福島町に所在[7]。

## 出身者
- 菊地和正（投手、北海道日本ハムファイターズ - 横浜DeNAベイスターズ - 群馬ダイヤモンドペガサス）
- 越川昌和（投手、サウザンリーフ市原 - 群馬ダイヤモンドペガサス）
- 石川俊介（投手、阪神タイガース）
- 加賀繁（投手、住友金属鹿島 - 横浜ベイスターズ・横浜DeNAベイスターズ）
- 上野啓輔（投手、大学中退 - ジャパン・サムライ・ベアーズ - アメリカ・マイナーリーグ - 香川オリーブガイナーズ - 東京ヤクルトスワローズ）
- 井納翔一（投手、NTT東日本 - 横浜DeNAベイスターズ - 読売ジャイアンツ）
- 豊田拓矢（投手、TDK - 埼玉西武ライオンズ）
- 松井雅人（捕手、中日ドラゴンズ-オリックス・バファローズ）
- 安達了一（内野手、東芝 - オリックス・バファローズ）
- 加藤翔平（外野手、千葉ロッテマリーンズ - 中日ドラゴンズ）
- 三木亮（内野手、千葉ロッテマリーンズ）
- 島田海吏（外野手、阪神タイガース）
- 石井将希（投手、阪神タイガース）
- 宮川哲（投手、東芝 - 埼玉西武ライオンズ - 東京ヤクルトスワローズ）
- 古川裕大（捕手、北海道日本ハムファイターズ）
- 佐藤蓮（投手、阪神タイガース）
- アドゥブライト健太（外野手、中日ドラゴンズ）
- 吉野光樹（投手、トヨタ自動車 - 横浜DeNAベイスターズ）
- 荒巻悠（内野手、読売ジャイアンツ）